# Torcy (Sena i Marne)
Torcy és un municipi francès, situat al departament de Sena i Marne i a la regió de Illa de França. L'any 2007 tenia 22.117 habitants.
Forma part del cantó de Torcy, del districte de Torcy i de la Comunitat d'aglomeració de París-Vallée de la Marne.

## Demografia

### Població
El 2007 la població de fet de Torcy era de 22.117 persones. Hi havia 7.898 famílies, de les quals 2.102 eren unipersonals (953 homes vivint sols i 1.149 dones vivint soles), 1.655 parelles sense fills, 3.038 parelles amb fills i 1.103 famílies monoparentals amb fills.
La població ha evolucionat segons el següent gràfic:
Habitants censats

### Habitatges
El 2007 hi havia 8.785 habitatges, 8.166 eren l'habitatge principal de la família, 190 eren segones residències i 429 estaven desocupats. 2.085 eren cases i 6.468 eren apartaments. Dels 8.166 habitatges principals, 3.898 estaven ocupats pels seus propietaris, 4.122 estaven llogats i ocupats pels llogaters i 147 estaven cedits a títol gratuït; 667 tenien una cambra, 1.125 en tenien dues, 2.512 en tenien tres, 2.176 en tenien quatre i 1.685 en tenien cinc o més. 5.847 habitatges disposaven pel capbaix d'una plaça de pàrquing. A 4.453 habitatges hi havia un automòbil i a 2.042 n'hi havia dos o més.

### Piràmide de població
La piràmide de població per edats i sexe el 2009 era:
| Homes | Edats   | Dones |
| ----- | ------- | ----- |
| 4     | 95 o +  | 16    |
| 19    | 90 a 94 | 42    |
| 57    | 85 a 89 | 93    |
| 42    | 80 a 84 | 83    |
| 62    | 75 a 79 | 130   |
| 101   | 70 a 74 | 148   |
| 152   | 65 a 69 | 187   |
| 276   | 60 a 64 | 219   |
| 425   | 55 a 59 | 316   |
| 691   | 50 a 54 | 669   |
| 848   | 45 a 49 | 785   |
| 942   | 40 a 44 | 932   |
| 942   | 35 a 39 | 1.038 |
| 954   | 30 a 34 | 1.055 |
| 900   | 25 a 29 | 949   |
| 704   | 20 a 24 | 803   |
| 863   | 15 a 19 | 788   |
| 948   | 10 a 14 | 926   |
| 1.027 | 5 a 9   | 971   |
| 798   | 0 a 4   | 791   |

## Economia
El 2007 la població en edat de treballar era de 15.763 persones, 11.846 eren actives i 3.917 eren inactives. De les 11.846 persones actives 10.527 estaven ocupades (5.223 homes i 5.304 dones) i 1.319 estaven aturades (629 homes i 690 dones). De les 3.917 persones inactives 720 estaven jubilades, 1.903 estaven estudiant i 1.294 estaven classificades com a «altres inactius».

### Ingressos
El 2009 a Torcy hi havia 8.234 unitats fiscals que integraven 23.115,5 persones, la mediana anual d'ingressos fiscals per persona era de 17.148 €.

### Activitats econòmiques
Dels 901 establiments que hi havia el 2007, 3 eren d'empreses extractives, 5 d'empreses alimentàries, 15 d'empreses de fabricació de material elèctric, 2 d'empreses de fabricació d'elements pel transport, 34 d'empreses de fabricació d'altres productes industrials, 82 d'empreses de construcció, 191 d'empreses de comerç i reparació d'automòbils, 80 d'empreses de transport, 56 d'empreses d'hostatgeria i restauració, 60 d'empreses d'informació i comunicació, 47 d'empreses financeres, 26 d'empreses immobiliàries, 158 d'empreses de serveis, 105 d'entitats de l'administració pública i 37 d'empreses classificades com a «altres activitats de serveis».
Dels 162 establiments de servei als particulars que hi havia el 2009, 1 era una oficina del servei públic d'ocupació, 1 oficina de correu, 9 oficines bancàries, 10 tallers de reparació d'automòbils i de material agrícola, 1 taller d'inspecció tècnica de vehicles, 1 establiment de lloguer de cotxes, 2 autoescoles, 11 paletes, 11 guixaires pintors, 10 fusteries, 18 lampisteries, 10 electricistes, 8 empreses de construcció, 7 perruqueries, 2 veterinaris, 3 agències de treball temporal, 40 restaurants, 10 agències immobiliàries, 3 tintoreries i 4 salons de bellesa.
Dels 43 establiments comercials que hi havia el 2009, 2 eren botigues de més de 120 m², 7 botiges de menys de 120 m², 5 fleques, 2 carnisseries, 2 botigues de congelats, 2 llibreries, 3 botigues de roba, 4 botigues d'equipament de la llar, 3 botigues d'electrodomèstics, 5 botigues de mobles, 3 botigues de material esportiu, 2 perfumeries i 3 floristeries.

## Equipaments sanitaris i escolars
El 2009 hi havia 2 psiquiàtrics, 1 centre de salut i 8 farmàcies.
El 2009 hi havia 10 escoles maternals i 10 escoles elementals. A Torcy hi havia 3 col·legis d'educació secundària i 2 liceus d'ensenyament general. Als col·legis d'educació secundària hi havia 1.212 alumnes i als liceus d'ensenyament general 1.199.
Torcy disposava d'un centre de formació no universitària superior de formació sanitària. Disposava d'un institut universitari.

## Poblacions properes
El següent diagrama mostra les poblacions més properes.